# Henning Reetz
Henning Reetz (* 1954) ist ein deutscher Phonetiker.

## Leben
Nach dem Abitur 1973 an der Herderschule Lüneburg war er von 1977 bis 1985 wissenschaftliche Hilfskraft bei Klaus J. Kohler in Kiel am Institut für Phonetik (IdPS). Nach dem  Diplom 1985 in Informatik an der Universität Kiel war er von 1992 bis 2000 Assistent bei Aditi Lahiri an der Universität Konstanz, Fachbereich Sprachwissenschaft. Nach dem Ph. D. 1996 in Phonetik an der Universität Amsterdam war er von 2000 bis 2006 Hochschuldozent in Konstanz am Fachbereich Sprachwissenschaft. Nach der  Habilitation 1999 (venia legendi: Phonetik) an der Universität des Saarlandes war er von 2006 bis 2020 Professor am Institut für Phonetik der Goethe-Universität.

## Schriften (Auswahl)
- Pitch perception in speech: a time domain approach. Implementation and evaluation. Amsterdam 1996, ISBN 90-74698-26-3.
- Artikulatorische und akustische Phonetik. Trier 2003, ISBN 3-88476-617-1.
- mit Allard Jongman: Phonetics. Transcription, production, acoustics, and perception. Hoboken 2020, ISBN 978-1-118-71295-5.